# 金ヶ江悦子
金ケ江 悦子（かながえ えつこ、1985年12月24日 - ）は、日本のタレント、女優、リポーター、ナレーター、インストラクター。
血液型はB型。ニックネームはえっちゃん。個人事務所・株式会社Radianceに所属。大阪府出身。

## 来歴・人物
大学時代に塩屋俊アクターズクリニックでレッスンを受ける。それと並行して関西を中心にタレント活動を始め、大学卒業と共に上京。
2005年度のミス日本、2009年度、2010年度の「ミス・インターナショナル&ミス・ワールド日本代表選出大会」に出場、2010年度には優勝し、ミス・インターナショナル日本代表に選ばれた。翌年の世界大会でミス・エレガントを受賞し、ベスト15に入った。
2012年より、株式会社エコLove（現・Pasona art now）に所属し、インストラクター活動も実施しており、ビジネススクールやモデル教室でのウォーキングやファッションの指導、またミス・インターナショナルのイベントプロデュースなどでも活躍をしている。また2014年度の東京タワー観光大使（アンバサダー）に就任している。
女優の木南晴夏は中学時代の同級生。
2017年、個人事務所となる株式会社Radianceを設立、代表取締役社長就任。その他、一般社団法人国際文化協会理事、一般財団法人クラスジャパン教育機構理事にも就任している
2021年、10月30日『パソナグループ職博 ”Next Stage, 自分らしく働く”』第2回において「自分のキャリアの選択肢を広げる考え方と姿勢」を講演。。

## 過去に出演した番組
- 名犬フーバーの事件簿（テレビ東京水曜ミステリー9）
- 関口宏の東京フレンドパークII（TBS）
- ちちんぷいぷい（毎日放送）
- おはよう朝日です（ABCテレビ）
- おはよう朝日土曜日です（ABCテレビ）
- ズームイン!!SUPER（日本テレビ）
- 音旅 聴ままにクラシック（TBS、BS-TBS）
- 「シンデレラストーリー」（あっ!とおどろく放送局　モデル志望者を指導する傍ら、司会を担当。美のアドバイスを行う）
- 「ココロとカラダ満つる時間・おふっ、」（2012年7月　NHK BSプレミアム　紫舟の友達として出演）
- FNNスーパーニュース（フジテレビ）
- Midday Magic-333Thu.from TOKYO TOWER（インターFM　月2回程度木曜10:00-12:00出演　東京タワー展望台からの公開生放送）[7]
- Tokyo Tower presents DIAMOND VEIL（東京FM　2014年10月より　土曜日20時-20:30　FM大阪にネット）[7]

## 過去に出演した映画
- 眉山看護師役（2007年）
- 0からの風（2007年）

## 著書
- いるだけでなぜか視線を集める人の美しい所作のルール（2014年3月21日発売、PHP研究所）
- 世界の美女だけが知っている本物の綺麗を手に入れる方法（2016年7月22日発売、PHP研究所）